# Snowboard-Juniorenweltmeisterschaften 2015
Die 19. FIS-Snowboard-Juniorenweltmeisterschaften fanden vom 10. bis 15. März 2015 in Yabuli, Volksrepublik China statt. Ausgetragen wurden Wettkämpfe im Parallelslalom (PSL), Parallel-Riesenslalom (PGS), Snowboardcross (SBX), Slopestyle (SBS), Halfpipe (HP) und Snowboardcross Team (BXT).

## Ergebnisse Frauen

### Parallelslalom
| Platz | Land        | Sportlerin           |
| ----- | ----------- | -------------------- |
| 1     | Russland    | Natalja Sobolewa     |
| 2     | Südkorea    | Jeong Hae-rim        |
| 3     | Russland    | Jelisaweta Salichowa |
| 4     | Österreich  | Daniela Ulbing       |
| 5     | Niederlande | Michelle Dekker      |
| 6     | Italien     | Elisa Profanter      |
| 7     | Russland    | Milena Bykowa        |
| 8     | Schweiz     | Larissa Gasser       |

Datum: 11. März 2015

### Parallel-Riesenslalom
| Platz | Land                | Sportlerin           |
| ----- | ------------------- | -------------------- |
| 1     | Russland            | Natalja Sobolewa     |
| 2     | Niederlande         | Michelle Dekker      |
| 3     | Russland            | Jelisaweta Salichowa |
| 4     | Russland            | Milena Bykowa        |
| 5     | Russland            | Polina Smolentsova   |
| 6     | Südkorea            | Jeong Hae-rim        |
| 7     | Volksrepublik China | Gong Naiying         |
| 8     | Schweiz             | Larissa Gasser       |

Datum: 10. März 2015

### Snowboardcross
| Platz | Land       | Sportlerin        |
| ----- | ---------- | ----------------- |
| 1     | Frankreich | Charlotte Bankes  |
| 2     | Frankreich | Juliette Leferve  |
| 3     | Kanada     | Katie Anderson    |
| 4     | Kanada     | Georgia Baff      |
| 5     | Italien    | Sofia Belingheri  |
| 6     | Italien    | Francesca Gallina |
| 7     | Russland   | Julija Laptewa    |
| 8     | Russland   | Marija Wassilzowa |

Datum: 13. März 2015

### Snowboardcross Team
| Platz | Land       | Sportlerin                           |
| ----- | ---------- | ------------------------------------ |
| 1     | Frankreich | Juliette Leferve Charlotte Bankes    |
| 2     | Italien    | Francesca Gallina Sofia Belingheri   |
| 3     | Russland   | Marija Wassilzowa Julija Laptewa     |
| 4     | Kanada     | Tess Critchlow Katie Anderson        |
| 5     | Schweiz    | Sophie Hediger Alexandra Hasler      |
| 6     | Tschechien | Katerina Vojackova Vendula Hopjakova |

Datum: 14. März 2015

### Halfpipe
| Platz | Land                | Sportlerin             |
| ----- | ------------------- | ---------------------- |
| 1     | Vereinigte Staaten  | Madison Taylor Barrett |
| 2     | Südkorea            | Jeong Yu-rim           |
| 3     | Vereinigte Staaten  | Clara Jenner           |
| 4     | Schweiz             | Ramona Petrig          |
| 5     | Kanada              | Kira Lengekk           |
| 6     | Vereinigte Staaten  | Maddie Mastro          |
| 7     | Südkorea            | Kwon Sunoo             |
| 8     | Volksrepublik China | Feng Jingxue           |

Datum: 15. März 2015

### Slopestyle
| Platz | Land               | Sportlerin         |
| ----- | ------------------ | ------------------ |
| 1     | Vereinigte Staaten | Nora Healey        |
| 2     | Finnland           | Elli Pikkujämsä    |
| 3     | Frankreich         | Chloé Sillières    |
| 4     | Frankreich         | Thalie Lacrochaix  |
| 5     | Spanien            | Maria Hidalgo      |
| 6     | Tschechien         | Katerina Vojackova |
| 7     | Schweiz            | Ramona Petrig      |
| 8     | Chile              | Antonia Yáñez      |

Datum: 10. März 2015

## Ergebnisse Männer

### Parallel-Slalom
| Platz | Land       | Sportler            |
| ----- | ---------- | ------------------- |
| 1     | Russland   | Vladislav Shkurkhin |
| 2     | Russland   | Waleri Kolegow      |
| 3     | Südkorea   | Lee Sang-ho         |
| 4     | Schweiz    | Dario Caviezel      |
| 5     | Polen      | Oskar Kwiatkowski   |
| 6     | Österreich | Fabian Obmann       |
| 7     | Russland   | Maksim Rogozin      |
| 8     | Italien    | Daniele Bagozza     |

Datum: 11. März 2015

### Parallel-Riesenslalom
| Platz | Land       | Sportler            |
| ----- | ---------- | ------------------- |
| 1     | Südkorea   | Lee Sang-ho         |
| 2     | Schweiz    | Dario Caviezel      |
| 3     | Russland   | Dmitri Sarsembajew  |
| 4     | Österreich | Anton Juritz        |
| 5     | Österreich | Fabian Obmann       |
| 6     | Russland   | Dmitry Karlagachev  |
| 7     | Polen      | Michał Nowaczyk     |
| 8     | Ukraine    | Oleksandr Belinskyy |

Datum: 10. März 2015

### Snowboardcross
| Platz | Land        | Sportler                |
| ----- | ----------- | ----------------------- |
| 1     | Russland    | Daniil Dilman           |
| 2     | Deutschland | Sebastian Pietrzykowski |
| 3     | Frankreich  | Ken Vuagnoux            |
| 4     | Schweiz     | Jérôme Lymann           |
| 5     | Russland    | Andrey Ansimov          |
| 6     | Australien  | Matthew Thomas          |
| 7     | Niederlande | Karel van Goor          |
| 8     | Kanada      | Tyler Jackson           |

Datum: 13. März 2015

### Snowboardcross Team
| Platz | Land        | Sportler                               |
| ----- | ----------- | -------------------------------------- |
| 1     | Australien  | Matthew Thomas Adam Lambert            |
| 2     | Deutschland | Sebastian Pietrzykowski Florian Gregor |
| 3     | Russland    | Alexander Guzatschew Daniil Dilman     |
| 4     | Frankreich  | Ken Vuagnoux Nathan Birren             |

Datum: 14. März 2015

### Halfpipe
| Platz | Land               | Sportler        |
| ----- | ------------------ | --------------- |
| 1     | Südkorea           | Kweon Lee-jun   |
| 2     | Vereinigte Staaten | Toby Miller     |
| 3     | Vereinigte Staaten | Chase Blackwell |
| 4     | Vereinigte Staaten | Nathan Jacobson |
| 5     | Schweiz            | Yannick Hermann |
| 6     | Schweiz            | Dario Burch     |
| 7     | Slowenien          | Tit Stante      |
| 8     | Vereinigte Staaten | Joshua Bowman   |

Datum: 15. März 2015

### Slopestyle
| Platz | Land               | Sportler               |
| ----- | ------------------ | ---------------------- |
| 1     | Niederlande        | Erik Bastiaansen       |
| 2     | Neuseeland         | Carlos Garcia Knight   |
| 3     | Finnland           | Mikko Rehnberg         |
| 4     | Vereinigte Staaten | Redmond Gerard         |
| 5     | Japan              | Kaito Hamada           |
| 6     | Vereinigte Staaten | Chandler Hunt          |
| 7     | Frankreich         | Sebastien Konijnenberg |
| 8     | Neuseeland         | Jordan John Rayward    |

Datum: 10. März 2015

## Medaillenspiegel
| Platz | Land               | Gold | Silber | Bronze | Gesamt |
| ----- | ------------------ | ---- | ------ | ------ | ------ |
| 1.    | Russland           | 4    | 1      | 5      | 10     |
| 2.    | Südkorea           | 2    | 2      | 1      | 5      |
| 3.    | Vereinigte Staaten | 2    | 1      | 2      | 5      |
| 4.    | Frankreich         | 2    | 1      | 1      | 4      |
| 5.    | Niederlande        | 1    | 1      | 0      | 2      |
| 6.    | Australien         | 1    | 0      | 0      | 1      |
| 7.    | Deutschland        | 0    | 2      | 0      | 2      |
| 8.    | Finnland           | 0    | 1      | 1      | 2      |
| 9.    | Neuseeland         | 0    | 1      | 0      | 1      |
| 9.    | Schweiz            | 0    | 1      | 0      | 1      |
| 9.    | Italien            | 0    | 1      | 0      | 1      |
| 12.   | Kanada             | 0    | 0      | 2      | 2      |
|       | Gesamt             | 12   | 12     | 12     | 36     |